# Gornja Kanada
Provincija Gornja Kanada (fra. Province du Haut-Canada) bila je dio Britanske Kanade koju je 1791. godine osnovalo Ujedinjeno Kraljevstvo Velike Britanije i Irske kako bi upravljalo srednjom trećinom zemalja Britanske Sjeverne Amerike. U Gornju Kanadu dolazili su i lojalisti iz SAD-a nakon Američke revolucije. Održala se sve do 10. veljače 1841. i većinom obuhvaćala prostor današnjeg Južnog Ontarija. Naziv Gornja dobila je po tome što se nalazila bliže rijeci sv. Lovrijenca nego Donja Kanada na sjeveroistoku (današnji Québec).

## Vlada

### Provincijska administracija
Ustav Gornje Kanade bio je gotovo identičan britanskom ustavu, kao i temeljen na principu "miješane monarhije" - spoju monarhije, aristokracije i demokracije. Izvršna vlast sastojala se od poručnika-guvernera, izvršnog vijeća i kraljevskih službenika - generala-ađutanta paravojske, državnog tužitelja, generalnog revizora zemljišnih patenata, generalnog revizora, itd. Izvršno vijeće imalo je ulogu sličnu onoj Kabineta Engleske, ali nije bilo podređeno Zakonodavnoj skupštini. Njegovi članovi nisu nužno bili i članovi Zakonodavne skupštine, ali su većinom bili članovi Zakonodavnog vijeća.

### Parlament
Zakonodavnu granu vlade činio je parlament koji se sastojao od zakonodavnog vijeća i zakonodavne skupštine. Kada je 1796. godine glavni grad prvi puta premješten iz Newarka u Toronto, parlament se nalazio na križanju ulica Parliament i Front, u zgradama koje je američka vojska tijekom anglo-američkog rata 1812. godine zapalila. Zgrade su bile ponovno izgrađene, ali su opet, ovaj puta slučajno, zapaljene. Kasnije je parlament premješten na drugu lokaciju.
Zakonodavno vijeće Gornje Kanade bio je gornji dom parlamenta. Iako je bio temeljen na britanskom Domu Lordova, Gornja Kanada nije imala aristokraciju. Članovi Zakonodavnog vijeća, doživotno imenova, formirali su temelj grupe Family Compact, koja je vladala i upravljala ekonomijom provincije.
Zakonodavna skupština Gornje Kanade bila je donji dom parlamenta. Njihova zakonodavna vlast bila je ograničena vetom poručnika-guvernera, izvršnog vijeća i zakonodavnog vijeća.

### Lokalna vlada
Lokalna vlast bila je temeljena na distriktima. Godine 1788. stvorena su četiri distrikta, koji su preimenovani 1792. godine. To su:
- distrikt Lunenburgh, kasnije "Eastern"
- distrikt Mecklenburg, kasnije "Midland"
- distrikt Nassau, kasnije "Home"
- distrikt Hesse, kasnije "Western"

Kako je broj stanovnika rastao, tako su i stvarani dodatni distrikti. Godine 1849. distrikti su zamijenjeni okruzima (eng. counties). U to vrijeme postojala su 20 distrikta, dok zakonodavstvo nikad nije donijelo konačnu odluku za osnivanje 21. distrikta, distrikta Kent. Do 1841. godine službenike u distriktima imenovao je poručnik-guverner, uz pomoć drugih lokalnih službenika.

## Osnivanje
Nakon što je pariškim sporazumom 1763. godine završen Sedmogodišnji rat u Americi, upravljanje Kanadom predano je iz francuskih u britanske ruke. Teritorij današnjeg južnog Ontarija i južnog Québeca isprva su bili sastavni dio Provincije Quebec, kakva je bila pod vlašću Francuske. Sve do 1791. godine, Provincija Quebec zadržavala je francuski jezik, kulturu i zakone, što je bilo i potvrđeno donošenjem Kvibeškog akta 1774. godine kojim je proširen teritorij Quebeca.
Dio zapadno od Montreala i Quebeca ubrzo je primao mnoge engleske protestantske lojaliste koji su stizali u to područje kao izbjeglice nakon Američke revolucije, pa se to područje ubrzo počelo i kulturološki razlikovati.
Gornja Kanada nastala je nakon što je Parlament Velike Britanije donio Ustavni akt 1791. godine koji je podijelio Provinciju Quebec na Gornju i Donju Kanadu. Quebec je podijeljen kako bi lojalisti i britanski doseljenici mogli imati engleske zakone i institucije u Gornjoj, a francusko stanovništvo francuske zakone i katolicizam u Donjoj Kanadi. Prvi poručnik-guverner (eng. lieutenant-governor) bio je John Graves Simcoe.
Zbog manje opasnosti od američkog napada, glavni grad je premješten iz Newarka (danas Niagara-on-the-Lake) u York  (danas Toronto). Aktom Unije iz 1840. godine, Gornja i Donja Kanada ujedinjene su u Ujedinjenu Provinciju Kanadu.